# Marguerite Guadet
Marguerite Élie Guadet (ur. 20 lipca 1758, zm. 19 czerwca 1794 w Bordeaux) – polityk francuski okresu Wielkiej Rewolucji Francuskiej, żyrondysta.
Guadet pochodził z mieszczańskiej rodziny z departamentu Gironde i przed rewolucją zamieszkiwał na stałe w Bordeaux. W 1790 roku otrzymał, jako dowód uznania dla swoich postępowych poglądów, stanowisko administratora (faktycznego zarządcy) departamentu i sędzią sądu karnego w Bordeaux. Wybrany do Legislatywy w 1791 r., stworzył z Pierre'em Vergniaudem i Armandem Gensonné tzw. trio bordoskie, trzon późniejszej Żyrondy. 
Guadet gorąco popierał konstytucję z roku 1791, której bronił w radykalizującym się szybko klubie jakobinów. Usiłował znaleźć drogę porozumienia z królem, choć krytykował równocześnie jego arystokratycznych ministrów. Jego kontakty z dworem, przerwane przez przewrót 10 sierpnia 1792 roku, nie zostały do końca wyjaśnione (w Paryżu na siedzibę króla w Tuileries ruszył tłum robotników, gwardzistów i drobnomieszczaństwa zabijając kilkuset obrońców siedziby króla. Zastraszone tym wydarzeniem Zgromadzenie Prawodawcze postanowiło zawiesić króla w czynnościach do czasu, aż o jego losie zadecyduje nowy parlament, określiło, że w wyborach do nowego parlamentu, zwanego Zgromadzeniem Narodowym, mają prawo brać udział wszyscy żyjący z własnej pracy i pełnoletni obywatele). W dalszym toku wydarzeń Guadet protestował przeciwko oddaniu znaczących uprawnień w ręce Komuny Paryża, a w procesie króla niechętnie zagłosował za śmiercią (zapewne pod wpływem opinii publicznej Paryża), postulując jednak odroczenie egzekucji. 
Guadet był jednym z najlepszych mówców i polemistów w Konwencie, szczególnie chętnie atakującym Marata. To on proponował jego postawienie przed Trybunałem Rewolucyjnym. W tej sytuacji nie dziwi fakt umieszczenia go na wysokim miejscu na liście "wrogów ludu" sporządzonej przez sekcje paryskie, na podstawie której 2 czerwca 1793 roku Gwardia Narodowa i sankiuloci wymusili aresztowanie czołowych żyrondystów. 
W odróżnieniu od wielu swoich towarzyszy, Guadet zdecydował się na ucieczkę z aresztu domowego, w którym został osadzony i znalazł się w Normandii, gdzie bezskutecznie próbował organizować antyjakobińskie powstanie. Po jego klęsce uciekł razem z Pétionem i Barbaroux do rodzinnego departamentu, gdzie ukrywali się w Saint-Émilion i Salles. Jego kryjówka została wykryta w czerwcu 1794 roku. 
19 czerwca Guadet, razem z ojcem, ciotką i synem, został zgilotynowany w Bordeaux.